# Кинетоскоп
Кинетоско́п (англ. Kinetoscope, от греческого «кинетос» — движущийся и «скопео» — смотреть) — ранняя технология кинематографа для показа движущегося изображения, изобретённая в 1891 году Томасом Эдисоном. В отличие от современного кинопроектора, кинетоскоп не давал возможности коллективного просмотра на экране, а был предназначен для индивидуального зрителя, наблюдавшего изображение через окуляр.

## Принцип действия
Кинетоскоп представлял собой деревянный ящик, внутри которого была натянута на роликах киноплёнка, склеенная в кольцо и непрерывно движущаяся мимо окуляра, расположенного на верхней крышке аппарата. Смазывание изображения, наблюдаемого через окуляр на освещённой электролампой киноплёнке, предотвращалось обтюратором с предельно узкой щелью. Этот принцип был заимствован от фенакистископа. Эдисон планировал также создать кинетоскоп для просмотра объёмных изображений по аналогии с появившимся стереоскопом, но из-за начавшейся конкуренции с другими устройствами вскоре отказался от этой идеи. Одним из главных недостатков конструкции, обусловившим индивидуальный способ просмотра, была низкая световая эффективность. Из-за непрерывного движения киноплёнки мимо окуляра кинетоскоп требовал очень узкой щели обтюратора для получения хотя бы относительной устойчивости изображения. Это лишало возможности обеспечить достаточную яркость при проекции на экран. Предпринятые после первых успехов аппарата Эдисона многочисленные попытки других изобретателей усовершенствовать его увенчались появлением «Синематографа» братьев Люмьер, в котором плёнка двигалась прерывисто при помощи грейфера.
Акционерное общество «Кинетоскоп» снимало фильмы для своих аппаратов с помощью «Кинетографа», но для просмотра впоследствии оказались пригодны также киноролики, снятые другими устройствами, в том числе «Синематографом». Формат 35-мм киноплёнки, впервые разработанный Эдисоном для кинетоскопа, быстро стал всеобщим стандартом и позволил осуществлять обмен фильмами, изготовленными различными аппаратами. В момент появления технологии теоретических обоснований частоты съёмки и проекции ещё не существовало, поэтому скорость киноплёнки варьировалась в аппаратах в пределах 30 — 40 кадров в секунду. При просмотре, благодаря инерции зрения, создавалось впечатление движущегося изображения. Ролик киноплёнки «Кодак-Эдисон» стандартной длины 50 футов при частоте показа 40 кадров в секунду имел продолжительность не более 20 секунд. Некоторые фильмы снимались и демонстрировались при пониженной частоте, поскольку киноплёнка большей длины не выпускалась. Считается, что ролик про атлета Сандова из «первой десятки» кинопроката Эдисона был снят со скоростью 16 кадров в секунду, чтобы удлинить время просмотра до 50 секунд.

## Коммерческое использование
Патентную заявку на изобретение Эдисон подал 31 июля 1891 года, хотя аппарат ещё находился на стадии лабораторных испытаний и не был готов для серийного производства. Незадолго до этого — 20 мая — в лаборатории состоялась первая публичная демонстрация изготовленного прототипа для 150 участниц Федерации женских клубов США. Показанный ролик впоследствии получил название «Приветствие Диксона». Восторг публики, впервые увидевшей движущиеся фотографии, убедил авторов изобретения в целесообразности его коммерческого использования. В 1892 году было создано «Акционерное общество Кинетоскоп», получившее монополию на распространение аппаратов и технологии на территории США.
14 марта 1893 года патент на «Кинетоскоп» был получен и вскоре аппарат экспонировался на выставке в Чикаго. 9 мая состоялась первая демонстрация серийного устройства в Институте Искусства и Науки в Бруклине. Первым фильмом, представленным публике стала «Сцена с кузнецами», снятая в новой студии «Чёрная Мария». Последним штрихом была установка на кинетоскопах автоматического монетоприёмника: так Эдисон, проделавший до этого то же самое с фонографом, оказался одним из изобретателей торговых автоматов. 14 апреля 1894 года коммерсанты братья Холланд открыли на Бродвее «кабину» (англ. Kinetoscope Parlor), в которой были установлены десять кинетоскопов, предназначенных для индивидуального просмотра. Аппараты, установленные по пять штук в два ряда, показывали разные фильмы, и каждый зритель за 25 центов мог посмотреть ролики одного ряда, а за полдоллара — все десять. Кинетоскопы были куплены у лабораторий Эдисона по цене 200 долларов за штуку акционерным обществом во главе с Норманом Раффом и Фрэнком Гаммоном, компаньоном которых стал Эндрю Холланд, один из владельцев кинозала. В первую программу вошли десять фильмов: «Парикмахерская», «Кузнецы», «Петушиный бой», «Подковывание лошади», «Горные танцы», «Трапеция», «Борьба», два ролика о британской акробатке Эне Бертольди и один об упражнениях атлета Сандова. К 1 июня Холланды открыли аналогичные заведения в Чикаго и Сан-Франциско, а 17 октября появился первый зал за пределами США — в Лондоне. В акционерное общество начали вступать десятки новых компаний, желающих распространять аттракцион, приносящий немедленную прибыль. Только за 11 первых месяцев эксплуатации кинетоскопы принесли доход в размере 150 тысяч долларов.
Уже за полтора года до первой демонстрации фильма Люмьерами на большом экране в парижском «Гран-кафе», Эдисон положил начало кинопрокату, создав целую сеть кинозалов. Кинетоскопы быстро стали популярны у публики, но рассматривание изображения через окуляр не отвечало нынешним представлениям о кинозрелище, подразумевающим одновременный просмотр большой аудиторией. Кроме того, большинство сюжетов были примитивны и повторяли тематику, общепринятую для зоотропов. Каталог кинороликов для кинетоскопа, насчитывавший в конце 1894 года 60 наименований, в основном состоял из фильмов о дрессированных животных, акробатах, танцах и борьбе. Все фильмы имели стандартную длину 50 футов и снимались с таким расчётом, чтобы сюжет мог быть склеен в кольцо, повторяясь бесконечно. В результате, аппарат за счёт многопетельного лентопротяжного тракта не требовал перезарядки. Одним из самых известных роликов стал «Танец Лои Фуллер», который считается первым в истории колоризованным фильмом. В июле 1894 года зафиксирован первый случай киноцензуры: владелец зала в Сан-Франциско был арестован на месяц за «неприличный киносеанс», во время которого демонстрировался фильм «Карменсита». Однако, подобные инциденты не помешали появлению роликов, специально отснятых для залов с табличкой «Только для мужчин»: в этих фильмах, пользовавшихся большим успехом, хористки задирали юбки, танцуя канкан.

## Проецирующий кинетоскоп
Успешная экспансия «Синематографа» сделала очевидной необходимость создания собственной технологии, позволяющей получать изображение на экране.
Появившийся позднее «Мутоскоп», несмотря на сходный метод индивидуального просмотра через окуляр, оказался дешевле и удачнее кинетоскопа, предопределив коммерческий провал последнего. Поэтому, уже в 1895 году Эдисон под маркой «Витаско́п» (англ. Vitascope) начал продавать созданное Чарльзом Дженкинсоном (англ. Charles Francis Jenkins) и Томасом Арматом (англ. Thomas Armat) устройство для проекции фильмов на большие экраны. В процессе эксплуатации выявился ряд недостатков этих кинопроекторов, заставивших Эдисона предпринять усилия для собственных разработок. В результате с ноября 1896 года компания приступила к выпуску нового устройства для проекции фильмов «Проджектоскоп» (англ. Projectoscope).
В 1912 году Эдисон выпустил на рынок «Проджектоскоп» для любительского использования в домашних условиях. На негорючей киноплёнке нового формата шириной 22-мм для такого проджектоскопа изображение располагалось на трёх дорожках кадров размером 4×6 мм. Проекция происходила последовательно с реверсом механизма: сначала при прямом ходе проецировался первый ряд, затем при обратном — второй, расположенный в середине, и в конце — третий снова в прямом направлении. Технология не получила распространения, уступая в удобстве появившимся двумя годами ранее 28-мм любительским проекторам «Pathé KOK». Через четыре года компания Эдисона вышла на рынок со своей последней технологией кинопроекции «Супер Кинетоскоп», так же не получившей распространения из-за жёсткой конкуренции с более удачными проекторами.

## Кинетофон
Идея создания устройства, способного воспроизводить звук одновременно с изображением, появилась раньше, чем начались разработки кинетографа и кинетоскопа, задуманных Эдисоном как приставка к изобретённому им ранее фонографу. В 1894 году он писал:
В 1887 году мне пришла мысль о возможности сконструировать аппарат, который будет для зрения тем же, чем является фонограф для слуха, и который будет и записывать и воспроизводить одновременно звук и движение
В марте 1895 года завершено создание аппарата, представляющего собой помещённые в один корпус кинетоскоп и фонограф с общим приводом лентопротяжного механизма и звукового цилиндра под названием «Кинетофон» (англ. kinetophone). Первым известным звуковым фильмом является снятая в 1894 году или в самом начале 1895 года на студии Эдисона в Уэст-Орандже запись, ныне известная как «Экспериментальный звуковой фильм Диксона».
Синхронная съёмка фильмов для кинетофона была затруднена по многим причинам, главными из которых были низкая чувствительность мембраны фонографа и необходимость использования громоздких рупоров, неизбежно видимых в кадре, как в упомянутом фильме. Точность синхронизации оставалась низкой, исключая совпадение артикуляции с речевой фонограммой. Поэтому большинство звуковых кинороликов представляли собой ритмические действия, происходящие под музыку, записанную отдельно от изображения. Демонстраторы могли подобрать к каждому фильму звуковое сопровождение из широкого спектра поставлявшихся валиков фонографа, задавая подходящий темп. Невысокая громкость допускала только индивидуальное прослушивание звука через первые в мире внутриканальные наушники, что хорошо сочеталось с конструкцией кинетоскопа, но было неприемлемо при проекции на большой экран. В результате кинетофон устарел одновременно с кинетоскопом, вытесненным с рынка кинопроекторами различных систем. Было выпущено не более двух-трёх дюжин аппаратов, не имевших коммерческого успеха.
Дальнейшие попытки объединить изображение со звуком предпринимались уже с проецирующим кинетоскопом. В 1913 году технология была продемонстрирована за пределами США, в том числе в Москве и Санкт-Петербурге, где была встречена неоднозначно. Однако на тот момент уже существовала аналогичная система звукового кино «Гомон Хронофон» компании Gaumont, использующая более современные грампластинки вместо устаревших валиков.